# 기타노카미촌
기타노카미촌(北野上村)은 와카야마현 가이소군에 있던 촌이다. 현재의 가이난시 남쪽끝에 해당한다.

## 역사
- 1889년 4월 1일 - 정촌제 시행에 의해 7개촌의 구역을 가지고 성립하였다.
- 1896년 4월 1일 - 아마군, 나구사군과 합병해 가이소군이 되었다.
- 1955년 4월 10일 - 가이난시에 편입해, 동일 기타노카미촌은 폐지되었다.

## 참고문헌
- 角川日本地名大辞典 30 和歌山県
- 「北野上・山東地誌〜消え行く農村文化の次世代へのために〜」（特）自然回復を試みる会・ビオトープ孟子 平成20年3月31日発行
- 「海南市史第一巻通史編」海南市発行
- 「北野上小学校開校八十周年記念誌ななさと」北野上小学校創立八十周年記念事業実行委員会 昭和63年11月発行